# Juan Espinoza Jiménez
Juan Espinoza Jiménez (La Piedad, 11 de mayo de 1965) es un eclesiástico católico mexicano. Es el actual obispo de Aguascalientes.

## Biografía

### Formación
Juan nació el 11 de mayo de 1965, en la localidad de La Piedad, en el Estado de Michoacán, México.
Realizó sus estudios en el Seminario Mayor de Morelia.

### Sacerdocio
Fue ordenado sacerdote el 31 de enero de 1993, para la Arquidiócesis de Morelia.
Ejerció su ministerio sacerdotal como director espiritual y vicerrector del Seminario Menor, capellán de una residencia de ancianos, funcionario de la Congregación para los Obispos, profesor y formador en el Seminario Mayor, Coordinador de la Comisión Diocesana para el Clero y Capellán de los Postulantes de las Hermanas Pasionistas en Morelia.

## Episcopado

### Obispo Auxiliar de Morelia
El 15 de diciembre de 2010, el papa Benedicto XVI lo nombró obispo titular de Arpi y auxiliar para la arquidiócesis de Morelia. Recibió la ordenación episcopal de manos del arzobispo Alberto Suárez Inda el 22 de febrero de 2011, en su tierra natal. Entre 2015 y 2019 fue secretario general del CELAM. 

### Obispo de Aguascalientes
El 23 de diciembre de 2021, fue nombrado obispo de Aguascalientes por el papa Francisco, tras la muerte de su anterior obispo: José María de la Torre Martín.